# Chris McKenna

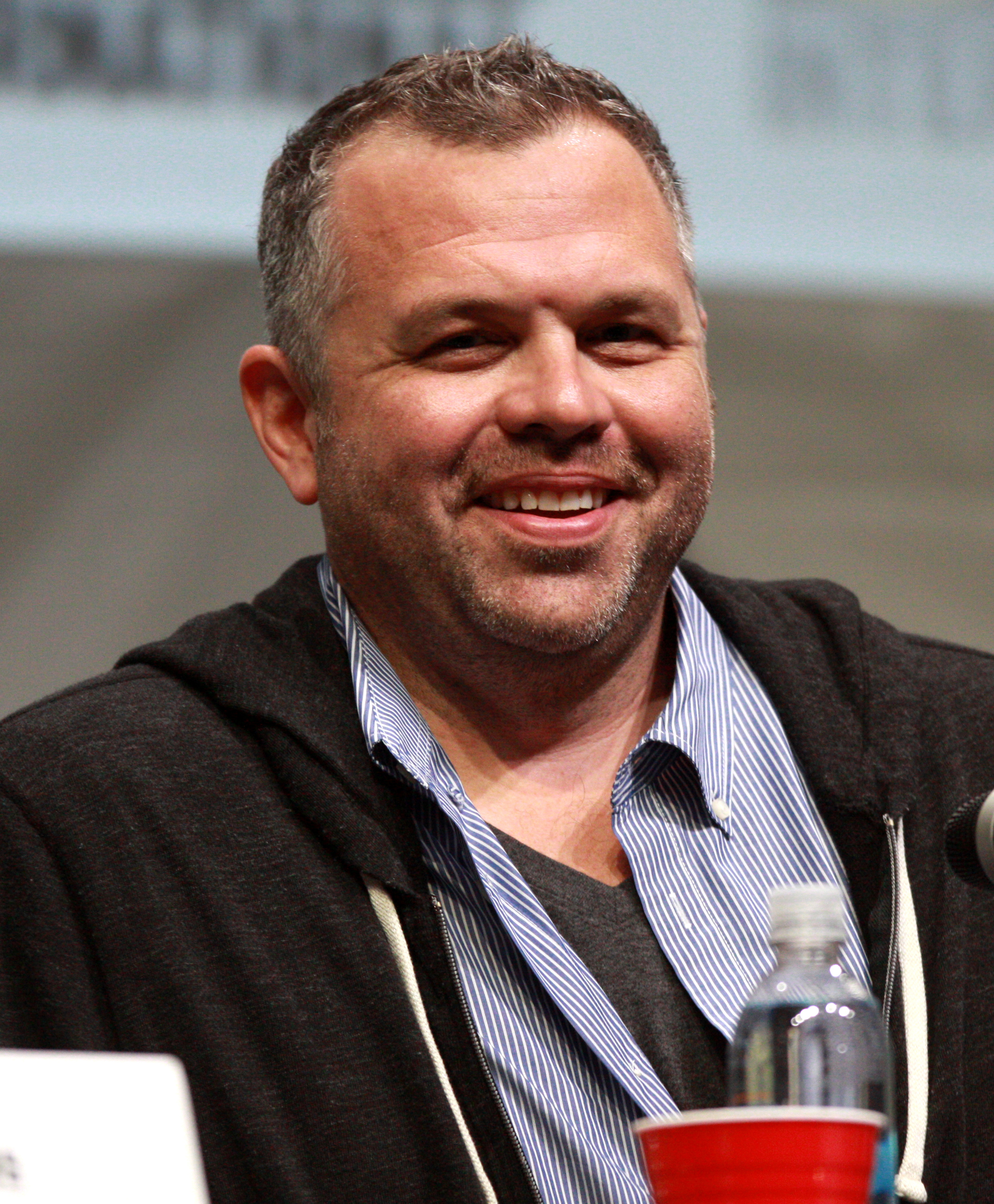
Chris McKenna (2013)

Christopher „Chris“ McKenna (* im 20. Jhd.) ist ein US-amerikanischer Drehbuchautor, der bei seinen Projekten meistens mit Erik Sommers zusammenarbeitet.

## Leben und Karriere
Chris McKenna besuchte die The Bishop’s School in La Jolla und im Anschluss die Stanford University. Erste Erfahrungen im Filmbereich sammelte er in den 1990er Jahren als Produktionsassistent bei den Filmen The Thing Called Love – Die Entscheidung fürs Leben (1993), Kleine Millionärin in Not (1993), Greedy (1994) und Der dritte Frühling – Freunde, Feinde, Fisch & Frauen (1995). Ein erstes Engagement als Drehbuchautor erhielt er 2004 beim Film The Girl Next Door, bei dem er im Abspann zwar nicht in dieser Funktion aufgeführt wird, laut Regisseur Luke Greenfield aber über ein Jahr lang am Drehbuch gearbeitet habe und die „besten Ideen aller Zeiten“ gehabt hätte. Infolgedessen etablierte sich McKenna als Autor der Fernsehserien American Dad, Community und The Mindy Project. Während seiner Arbeit an Community lernte er den Drehbuchautor Erik Sommers kennen, mit dem er fortan bei all seinen Projekten zusammenarbeitete. Zu diesen zählen neben den im Jahr 2017 erschienenen Filmen The LEGO Batman Movie und Jumanji: Willkommen im Dschungel auch die MCU-Einträge Spider-Man: Homecoming (2017), Ant-Man and the Wasp (2018) und Spider-Man: Far From Home (2019). Ebenso verfassten beide das Drehbuch zum Film Spider-Man: No Way Home, der im Dezember 2021 in die Kinos kam. Die beiden waren auch an dem Drehbuch für den im April 2023 veröffentlichten Ghosted beteiligt.
Chris McKenna ist mit der US-amerikanischen Drehbuchautorin und Filmproduzentin Sally Bradford McKenna verheiratet, mit der er mehrere Kinder hat. Sein Bruder ist der Schauspieler, Drehbuchautor und Produzent Matt McKenna, mit dem er an Community und dem Animationsfilm Igor (2008) zusammenarbeitete.

## Filmografie (Auswahl)
- 2005–2006, 2008–2009, 2011: American Dad (American Dad!, Fernsehserie, 9 Folgen)
- 2008: Igor
- 2010–2012, 2014–2015: Community (Fernsehserie, 10 Folgen)
- 2012–2013: The Mindy Project (Fernsehserie, 2 Folgen)
- 2017: The LEGO Batman Movie
- 2017: Spider-Man: Homecoming
- 2017: Jumanji: Willkommen im Dschungel (Jumanji: Welcome to the Jungle)
- 2018: Ant-Man and the Wasp
- 2019: Spider-Man: Far From Home
- 2021: Spider-Man: No Way Home
- 2023: Ghosted

## Nominierungen
Emmy
- 2012: Nominierung in der Kategorie Drehbuch bei einer Comedyserie für die Episode Remedial Chaos Theory der Fernsehserie Community

Hugo Award
- 2012: Nominierung als Best Dramatic Presentation, Short Form für die Episode Remedial Chaos Theory der Fernsehserie Community (zusammen mit Dan Harmon & Jeff Melman)[6]

Writers Guild of America Award
- 2013: Nominierung in der Kategorie Neue Fernsehserie für The Mindy Project (zusammen mit Ike Barinholtz, Jeremy Bronson, Linwood Boomer, Adam Countee, Harper Dill, Mindy Kaling, B. J. Novak, David Stassen & Matt Warburton)